# Antoine Pevsner
Antoine Pevsner (rus. Антон Абрамович Певзнер) (Klimaviči, Bjelorusija, 1884. - Pariz, 12. travnja 1962.) bio je bjeloruski i ruski konstruktivistički slikar i kipar. Tijekom boravka u Parizu susreće se s kubizmom. Zajedno s bratom Naumom Gaboom 1920. izdaje Realistički manifest. Godine 1923. trajno se nastanjuje u Parizu zbog nesuglasica s ruskom socijalističkom vladom. Zajedno s bratom predvodi skupinu konstruktivističkih umjetnika grupe Abstraction-Création.

## Vanjske poveznice
- | Logotip Zajedničkog poslužitelja | Zajednički poslužitelj ima još gradiva o temi Antoine Pevsner |